# Valley Acres
Valley Acres és una concentració de població designada pel cens dels Estats Units a l'estat de Califòrnia. Segons el cens del 2000 tenia 512 habitants.

## Demografia
Segons el cens del 2000, Valley Acres tenia 512 habitants, 183 habitatges, i 144 famílies. La densitat de població era de 48,1 habitants/km².
Dels 183 habitatges en un 35,5% hi vivien nens de menys de 18 anys, en un 67,2% hi vivien parelles casades, en un 6,6% dones solteres, i en un 21,3% no eren unitats familiars. En el 18% dels habitatges hi vivien persones soles el 8,2% de les quals corresponia a persones de 65 anys o més que vivien soles. El nombre mitjà de persones vivint en cada habitatge era de 2,8 i el nombre mitjà de persones que vivien en cada família era de 3,18.
Per edats la població es repartia de la següent manera: un 30,3% tenia menys de 18 anys, un 5,3% entre 18 i 24, un 26,2% entre 25 i 44, un 28,1% de 45 a 60 i un 10,2% 65 anys o més.
L'edat mediana era de 38 anys. Per cada 100 dones de 18 o més anys hi havia 108,8 homes.
La renda mediana per habitatge era de 41.477 $ i la renda mediana per família de 48.958 $. Els homes tenien una renda mediana de 36.513 $ mentre que les dones 45.357 $. La renda per capita de la població era de 18.013 $. Entorn del 5,1% de les famílies i el 8,2% de la població estaven per davall del llindar de pobresa.

## Poblacions més properes
El següent diagrama mostra les poblacions més properes.